# Teledermatología
La teledermatología es una subespecialidad en el campo de la dermatología y probablemente una de las aplicaciones más comunes de la telemedicina. En la teledermatología, las tecnologías de telecomunicación son utilizadas para intercambiar información médica (concerniente a las condiciones y tumores de la piel) a distancia utilizando la comunicación audiovisual y de datos. Las aplicaciones comprenden el manejo del cuidado de salud, tales como consultas para diagnósticos y tratamientos, así como educación médica continua.

## Introducción
Los dermatólogos Perednia y Brown fueron los primeros en utilizar el término teledermatología en 1995. En una publicación científica, describieron el valor de un servicio teledermatológico en un área rural con carencia de dermatólogos.

## Modos de transmisión de datos
La teledermatología (igual que la telemedicina) es practicada en dos modalidades: una es almacenar y enviar datos (telemedicina asincrónica) y la otra es la teledermatología interactiva, de transmisión simultánea o en tiempo real (telemedicina sincrónica). También existe la combinación de las dos modalidades.
El método de almacenar y enviar es utilizado más comúnmente en la teledermatología, lo cual implica enviar imágenes digitales asociados con información médica anónima a la unidad de almacenamiento de datos de un especialista consultado. Puede ser tan fácil como enviar un email con una imagen digital de una lesión en busca de un consejo relativo a una condición de la piel. Las ventajas de este método es que no requieren la presencia de ambas partes al mismo tiempo y usualmente no requiere de equipos costosos.
En aplicaciones de teledermatología interactiva sincrónica, el proveedor y los clientes usualmente interactúan mediante videoconferencias en vivo. También puede involucrar la cirugía remota y el uso de microscopios telerrobóticos en patología dermatológica. Este método generalmente requiere tecnología más sofisticada y costosa que la usada en el método de almacenar y enviar. Ambos participantes deben estar disponibles a la vez.

## Aéreas de aplicación

### Manejo del cuidado de la salud
La consulta directa involucra a un individuo con una condición de la piel que contacta con un dermatólogo a través de telecomunicación para solicitar un diagnóstico y tratamiento. En este campo, las aplicaciones móviles de teledermatología ganan importancia.
La telediagnosis en la ausencia de contacto personal con los trabajadores del cuidado de salud y el cliente es compleja. Requiere de la participación activa del cliente y, sin una guía apropiada, puede resultar en un mal manejo. Sin embargo, como tratamiento de urgencia, llevando al individuo directamente al especialista apropiado para su enfermedad, podría ser muy valioso en un futuro cercano.
Ser referido a un especialista es un área principal en la aplicación de teledermatología. Un médico de medicina general (u otro profesional médico) que ve a un paciente, consulta a un especialista o a un centro especializado a través de telecomunicación para obtener una segunda opinión. El especialista entonces ayuda al médico general en dar un diagnóstico, brindando opciones de manejo, etc.

### Telesalud
La telesalud del hogar o teleasistencia involucra al paciente con una condición crónica, que es examinado y manejado a distancia en su casa. Un campo de interés importante de telesalud del hogar en la dermatología es el seguimiento del tratamiento en pacientes con condiciones de la piel que requieren de seguimiento continuo, tales como úlceras de la piel o lesiones comunes que requieren visitas de seguimiento hasta dos veces por semana, lo cual demanda tiempo valioso por parte del paciente, además de gastos financieros. La teledermatología puede contribuir a reducir el tiempo y el costo involucrado en el seguimiento de tales condiciones.

## Educación e información
La educación médica y la educación continua de los profesionales de la salud son una de las mayores ventajas de la telemedicina de salud. Numerosas universidades ofrecen cursos en línea, entrenamiento basado en computadoras y aplicaciones web, principalmente dirigidos a estudiantes de Medicina. También existen cursos de entrenamiento para especialistas a través de internet, particularmente en dermatoscopia. La telemedicina tiene la ventaja de que aborda los problemas de salud, como los de la piel, que se le plantean al profesional en la práctica profesional, permite la formación sin necesidad de desplazamientos y no depende de la localización geográfica.
Igualmente, la telemedicina aplicada a la dermatología permite el acceso a la información adecuada en salud apropiada para pacientes y sus familiares a través del internet, así como a grupos de apoyo de afectados por una misma condición.

## Campos con interés especial

### La epiluminescencia
La imagen digital de las lesiones dermatológicas (con o sin imágenes clínicas), obtenida mediante la dermatoscopia, puede ser transmitida electrónicamente a un especialista para que este pueda examinarla y emitir un concepto y prescripción médica.
La dermatoscopia o epiluminescencia es la técnica que, mediante un microscopio epiluminescente, se examina in vivo lesiones de la piel con mayor detalle y profundidad que a simple vista. Es particularmente útil en la detección temprana de lesiones malignas de la piel, tales como melanoma. Las imágenes digitales dermatoscópicas pueden obtenerse acoplando un dermatoscopio manual a una cámara digital u otros dispositivos de registro digital de imágenes como una cámara de video especial para dermatoscopia, que al estar basada en el examen de una imagen de dos dimensiones, es muy apropiada para aplicación de la teledermatología, especialmente para permitir el acceso a servicios especializados en áreas marginales o de difícil acceso geográfico.

### Telepatología dermatológica
La telepatología dermatológica es la transmisión de imágenes de patología dermatológica en tiempo real o con la ayuda de un microscopio robótico, o utilizando un sistema de almacenar y enviar (transmisión como un solo archivo). En el último método, que es almacenar y enviar un nuevo desarrollo, es la introducción del sistema virtual de diapositivas.
Las diapositivas virtuales son hechas mediante el escaneo digital de un dispositivo de vidrio a una resolución alta, y entonces se envía la imagen a un sistema de almacenamiento. Estos pueden ser adquiridos en una pantalla de computadora semejante a un microscopio convencional, lo cual permite al patólogo maniobrar alrededor de la imagen y ver cada parte de la diapositiva en cualquier aumento.

### Patología dermatológica ayudada por epiluminescencia
Esta es la transmisión de datos médicos cruciales e imágenes de epiluminescencia y clínicas al patólogo, quien da un diagnóstico de histopatología convencional.
En la clínica, a diario el médico directamente responsable del paciente toma biopsias de la piel, las cuales son adquiridas por un patólogo dermatológico. El patólogo probablemente nunca ha visto el aspecto clínico de la lesión y posiblemente no tenga información sobre el paciente. Estas limitaciones pueden ser resueltas mediante la patología dermatológica ayudada por teleepiluminescencia. De esta manera, la historia y los datos clínicos del paciente pueden aumentar la sensibilidad del diagnóstico. Adicionalmente se ha mostrado que la emisión de tal información puede mejorar el nivel de confianza por parte del patólogo hacia el diagnóstico. 

### Teledermatología móvil
La teledermatología móvil es un sistema en el cual por lo menos uno de los participantes (la persona que busca información o el doctor) usa equipo móvil o inalámbrico, en contraste con la plataforma de telemedicina convencional. Los viajeros que desarrollan lesiones de la piel y los doctores que están en áreas fuera o dentro del hospital pueden beneficiarse de este nuevo desarrollo en teledermatología. Para facilitar acceso a información médica y permitir a pacientes jugar un papel más activo en el manejo de su propia salud, la teledermatología móvil parece ser especialmente adaptable para filtrar emergencias (en función de la severidad y carácter de su condición de piel). Otra posible aplicación práctica es en el seguimiento para individuos con condiciones crónicas de la piel mencionadas arriba.